# Expedia Group
Expedia é uma empresa de viagens e tecnologia norte-americana, sediada em Seattle. Atua em 29 países, foi criada por Rich Barton e Lloyd Frink. Efetua reservas em mais de 140 mil hotéis em todo o mundo e atua com reservas online. ou através de contato telefônico com seus agentes.
A Expedia foi fundada pela Microsoft em 1996 mas depois tornou-se independente por não tratar se mais de seu perfil de software intensivo. Ao longo dos anos, incorporou diversas marcas e serviços similares como o Hotels.com, Hotwire.com, HomeAway, Venere.com, Travelocity, Trivago e Orbitz.
A Expedia reserva passagens aéreas, hotéis, carros e cruzeiros. Em 2016, esta empresa de reservas de viagem online, foi escolhida como o melhor lugar de se trabalhar no Reino Unido.